# Mission Antarctique (film, 2007)
Cet article concerne un film réalisé par Jean Lemire. Pour le livre de Terry Pratchett, voir Le Dernier Continent.
Pour plus de détails, voir Fiche technique et Distribution.
Mission Antarctique (ou Le Dernier Continent) est un documentaire franco-québécois réalisé par Jean Lemire et sorti en salle en France le 21 décembre 2007.

## Synopsis
Le film retrace l'expédition d'un petit groupe de scientifiques et de cinéastes acceptant de tout quitter pendant plus d’une année pour aller sur un voilier s’isoler dans les glaces de l’Antarctique.
Audacieux et solidaire, l’équipage du Sedna IV a osé aller vivre les changements climatiques et ses conséquences dans les griffes glacées du continent Antarctique. Ils y ont vécu une aventure exemplaire où les risques et les rebondissements alternèrent avec les joies et les menaces d’une telle entreprise.

## Fiche technique
- Titre : Mission Antarctique
- Réalisation : Jean Lemire
- Scénario : Jean Lemire et Caroline Underwood
- Musique : Simon Leclerc et Jean Mallet
- Photographie : Mario Cyr, Martin Leclerc et Stephan Menghi
- Montage : Michel Grou
- Production : Jean Lemire
- Société de production : Canadian Television Fund, Glacialis Productions, Office national du film du Canada, Rogers Documentary and Cable Network Fund et Téléfilm Canada
- Pays :  Canada
- Genre : Documentaire
- Durée : 120 minutes
- Dates de sortie : 
  -  Canada : 21 décembre 2007
  -  France : 1er juin 2011 (DVD)